# Isoetes microvela
Isoetes microvela là một loài dương xỉ trong họ Isoetaceae. Loài này được D.F. Brunt. mô tả khoa học đầu tiên năm 1998.
Danh pháp khoa học của loài này chưa được làm sáng tỏ. 